# آبي جيمينيز
آبي جيمينيز هي روائية أمريكية في أدب الرومانسية، وخبّازة محترفة. عرفت بكونها مؤلفة ثلاث سلاسل شهيرة من الروايات: The Friend Zone، وPart of Your World، وSay You'll Remember Me. كما أنها مؤسسة ومتملكة سلسلة محلات الحلويات "ناديا كيكز" في كاليفورنيا ومينيسوتا. فازت بمسابقة Cupcake Wars على قناة فود نيتورك عام 2013.

## مسيرتها في الخبز
بدأت جيمينيز عملها في الخبز من مطبخ منزلها عام 2007 بعد فقدان وظيفتها، وافتتحت أول متجر فعلي في بالمدايل، كاليفورنيا عام 2009. لاحقًا افتتحت أفرعًا في مينيابوليس وضواحيها. في عام 2018، أثارت إحدى كعكاتها ضجة على وسائل التواصل بسبب تشابهها مع عضو أنثوي.

## الكتابة الروائية
ألفت جيمينيز أولى رواياتها The Friend Zone عام 2019، والتي أصبحت من أكثر الكتب مبيعًا في بولندا، وفازت بجائزة إمبيك ‏. لاحقًا ألفت عدة روايات ناجحة منها Life’s Too Short وPart of Your World واللتان تصدرتا قوائم نيويورك تايمز وUSA Today. كما فازت بروايتها Life's Too Short بجائزة كتاب مينيسوتا لعام 2022.
في 2024، تصدرت روايتها Just for the Summer المرتبة الأولى في قائمة نيويورك تايمز، واختيرت ضمن نادي القراءة لبرنامج صباح الخير يا أمريكا.
في 2025، أصدرت روايتها Say You'll Remember Me وتصدرت فورًا قائمة "أفضل الكتب مبيعًا" في فئتي الكتب الورقية والإلكترونية. أعلنت لاحقًا عن إصدار رواية ثانية بعنوان The Night We Met، تليها رواية ثالثة تكمل سلسلة Say You'll Remember Me.

## الأسلوب والمواضيع
تدمج روايات جيمينيز بين الكوميديا الرومانسية وتجارب الحياة الواقعية مثل القلق، الحزن، والعقم. تقع معظم أحداث رواياتها في مينيسوتا، مما جعلها وفقًا لـStar Tribune "سفيرة غير رسمية للسياحة في الولاية".

## الأعمال

### سلسلة The Friend Zone
- The Friend Zone (2019)
- The Happy Ever After Playlist (2020)
- Life's Too Short (2021)

### سلسلة Part of Your World
- Part of Your World (2022)
- Yours Truly (2023)
- Just for the Summer (2024)

### سلسلة Say You'll Remember Me
- Say You'll Remember Me (2025)
- The Night We Met (2026)

## الحياة الشخصية
أعلنت جيمينيز في 2023 عن خضوعها لعلاج من سرطان المبيض.

## وصلات خارجية
- الموقع الرسمي